# بخش اوست-ایشیمسکی
بخش اوست-ایشیمسکی (به لاتین: Ust-Ishimsky District) یک منطقهٔ مسکونی در روسیه است که در استان اومسک واقع شده‌است.